# Расмус Педерсен
Расмус Педерсен (дан. Rasmus Pedersen; нар. 9 липня 1998) — данський велогонщик, срібний призер Олімпійських ігор 2020 року, чемпіони світу та Європи.

## Виступи на Олімпіадах
| Олімпіада  | Дисципліна                    | Місце |
| ---------- | ----------------------------- | ----- |
| Токіо 2020 | командна гонка переслідування | 2     |

## Зовнішні посилання
- Расмус Педерсен [Архівовано 12 серпня 2021 у Wayback Machine.] на сайті Cycling Archives

1. 1 2  Olympedia — 2006.
2. ↑  https://www.procyclingstats.com/rider/194908